# ルドルフ・モラルト
ルドルフ・モラルト（Rudolf Moralt, 1902年2月26日 - 1958年12月16日）は、ドイツ出身の指揮者。リヒャルト・シュトラウスは遠縁に当たる。
ミュンヘンの生まれ。地元の音楽院でヴァルター・クールボアジェとアウグスト・シュミット＝リントナーの薫陶を受ける。
1919年からバイエルン国立歌劇場でブルーノ・ワルターとハンス・クナッパーツブッシュのアシスタントを務め、1923年にカイザースラウテン市立歌劇場の指揮者となった。1932年にブルノ・ドイツ歌劇場の音楽監督となり、1934年にブラウンシュヴァイク歌劇場の指揮者に転出した。1937年にグラーツ市立歌劇場の指揮者に転じた後、1940年からその死去までウィーン国立歌劇場の首席指揮者の任に就いていた。
ウィーンにて没。